# Liste der Biografien/Dit
Liste der Biografien |
Portal Biografien |
Personensuche
# |
A |
B |
C |
D |
E |
F |
G |
H |
I |
J |
K |
L |
M |
N |
O |
P |
Q |
R |
S |
T |
U |
V |
W |
X |
Y |
Z |
?
 
Da |
Db |
Dc |
Dd |
De |
Dg |
Dh |
Di |
Dj |
Dk |
Dl |
Dm |
Dn |
Do |
Dq |
Dr |
Ds |
Du |
Dv |
Dw |
Dy |
Dz
 
Dia |
Dib |
Dic |
Did |
Die |
Dif |
Dig |
Dih |
Dij |
Dik |
Dil |
Dim |
Din |
Dio |
Dip |
Diq |
Dir |
Dis |
Dit |
Diu |
Div |
Diw |
Dix |
Diy |
Diz
Die Liste der Biografien führt alle Personen auf, die in der deutschsprachigen Wikipedia einen Artikel haben. Dieses ist eine Teilliste mit 348 Einträgen von Personen, deren Namen mit den Buchstaben „Dit“ beginnt.

## Dit

### Dita
- Diță, Constantina (* 1970), rumänische Langstreckenläuferin

### Ditc
- Ditchburn, Anne (* 1949), kanadische Schauspielerin
- Ditchburn, Ted (1921–2005), britischer Fußballtorwart

### Dite
- Dité, Louis (1891–1969), österreichischer Organist, Komponist und Musikpädagoge
- Dítě, Zdeněk (1920–2001), tschechoslowakischer Schauspieler
- Diterich, Johann Samuel (1721–1797), deutscher Kirchenlieddichter
- Diterichs, Michail Konstantinowitsch (1874–1937), russischer General
- DiTerlizzi, Tony (* 1969), amerikanischer Illustrator und Schriftsteller
- Diterzi, Claire (* 1971), französische Musikerin
- Ditetso, Zachariah (* 1964), botswanischer Langstreckenläufer

### Ditf
- Ditfurth, Anton von (1588–1650), deutscher Verwaltungsbeamter
- Ditfurth, Barthold von (1826–1902), preußischer General der Infanterie
- Ditfurth, Bodo Borries von (1852–1915), preußischer Offizier, zuletzt Generalleutnant sowie Pascha in der Osmanischen Armee
- Ditfurth, Christian von (* 1953), deutscher Historiker, freier Autor und LektorChristian von Ditfurth (* 1953)

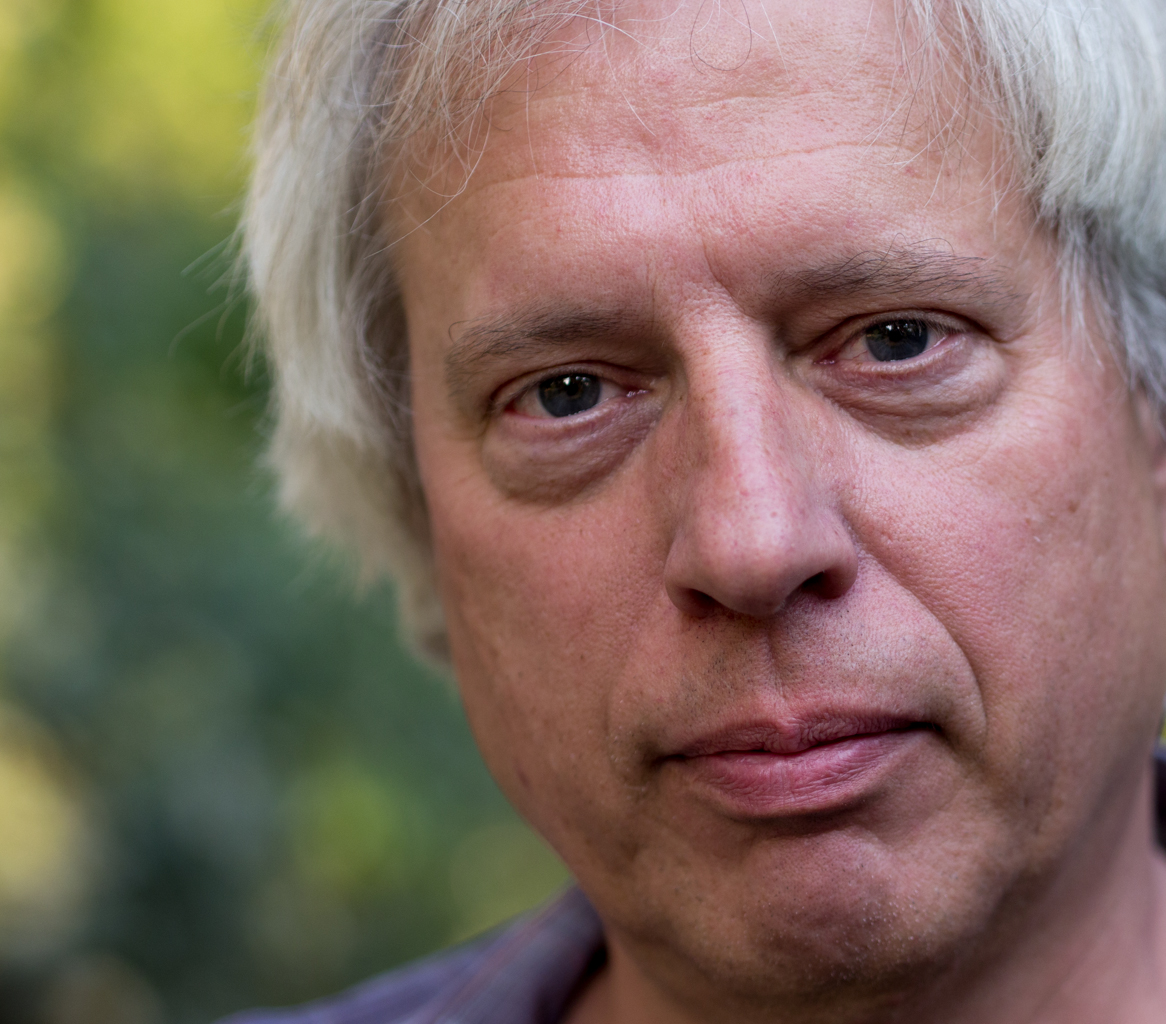
Christian von Ditfurth (* 1953)

- Ditfurth, Christl (* 1943), österreichische Skirennläuferin
- Ditfurth, Franz Dietrich von (1738–1813), deutscher Freimaurer
- Ditfurth, Franz von (1840–1909), deutscher Regierungsbeamter und Abgeordneter
- Ditfurth, Franz Wilhelm von (1801–1880), deutscher Volksmusiksammler, Sänger und Kirchenlieddichter, Jurist
- Ditfurth, Hans Kurt von (1885–1945), deutscher Verwaltungsjurist
- Ditfurth, Hans von (1862–1917), deutscher Verwaltungsjurist und Rittergutsbesitzer
- Ditfurth, Hoimar von (1921–1989), deutscher Arzt, Journalist, Fernsehmoderator und Publizist
- Ditfurth, Julia von (* 1985), deutsche Kunsthistorikerin und Hochschullehrerin
- Ditfurth, Jutta (* 1951), deutsche Sozialwissenschaftlerin, Politikerin (Grünen Liste Hessen, Grüne, Ökologische Linke, ÖkoLinX) und Aktivistin für Feminismus, Ökosozialismus und AntirassismusJutta Ditfurth (* 1951)

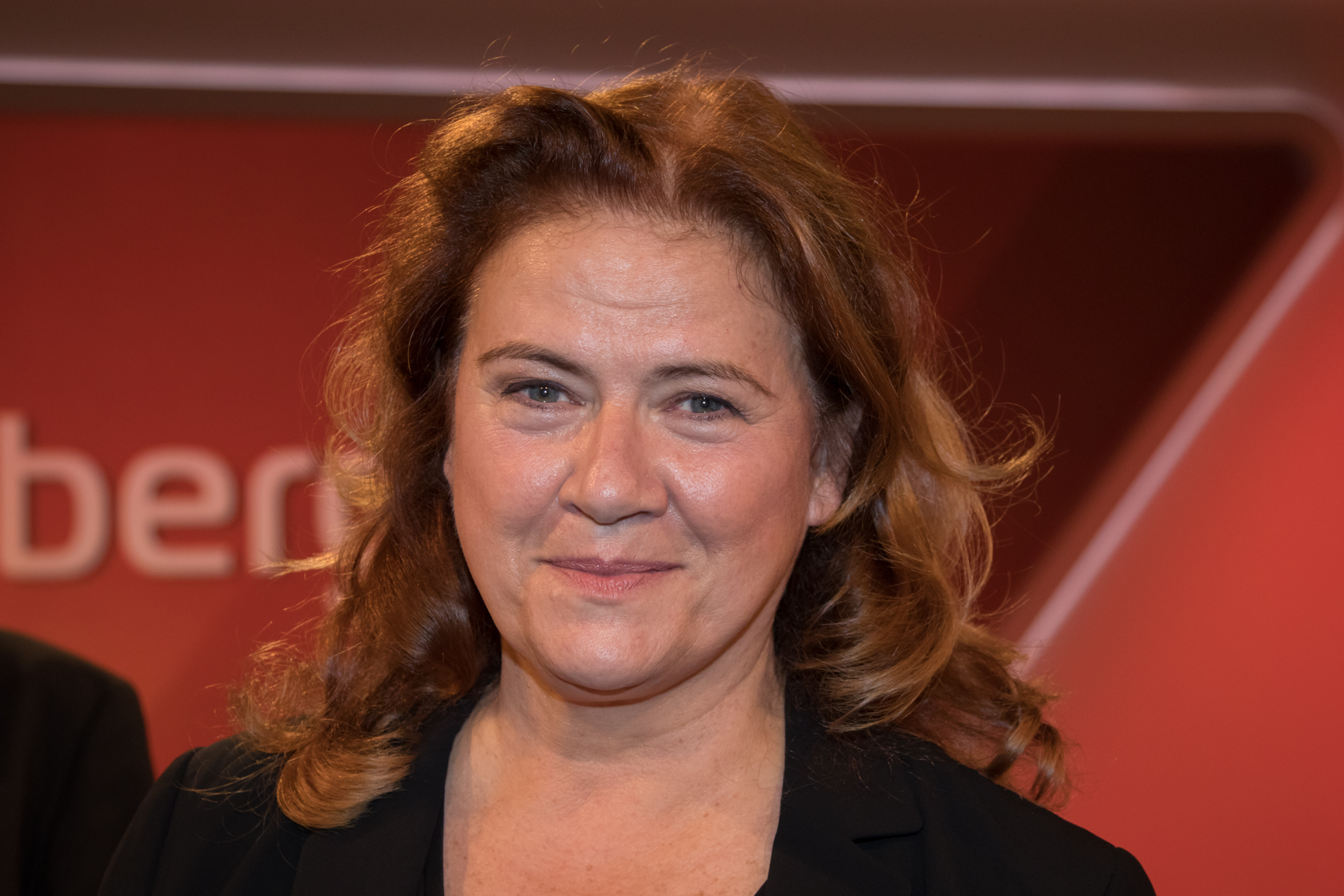
Jutta Ditfurth (* 1951)

- Ditfurth, Maximilian von (1806–1861), kurhessischer Offizier und Militärhistoriker, Mitglied der kurhessischen Ständeversammlung
- Ditfurth, Otto Arthur von († 1695), hannoverscher Hofmeister, Gesandter, Berghauptmann, Drost und Geheimrat
- Ditfurth, Wilhelm von (1780–1855), preußischer General der Infanterie
- Ditfurth, Wilhelm von (1810–1876), deutscher Regierungsbeamter und Abgeordneter
- Ditfurth, Wilhelm von (1852–1915), preußischer General der Infanterie und Mitglied des Preußischen Abgeordnetenhauses
- Ditfurth, Wilhelm von (1874–1949), deutscher Gutsbesitzer und Generalmajor
- Ditfurth, Wolfgang von (1879–1946), deutscher Generalleutnant und verurteilter Kriegsverbrecher

### Ditg
- Ditgen, Jan (* 1967), deutscher Zauberkünstler, Komiker und Moderator
- Ditgens, Günter (* 1946), deutscher Politiker (CDU)
- Ditgens, Heinz (1914–1998), deutscher Fußballspieler
- Ditges, Anna (* 1978), deutsche Filmemacherin

### Dith
- Dith Pran (1942–2008), kambodschanischer Fotojournalist
- Dithmar, Edward (1873–1938), US-amerikanischer Politiker
- Dithmar, Justus Christoph (1678–1737), deutscher Kameralist
- Dithmar, Ludwig (* 1892), deutscher Kapitän zur See der Kriegsmarine
- Dithmar, Theodor Rudolf (1863–1948), deutscher evangelischer Theologe und Abgeordneter des Kurhessischen Kommunallandtages
- Dithmer, Andreas (* 2005), dänischer Fußballtorwart
- Dithmer, Hans-Albert (1907–1992), deutscher Maler, Bühnenmaler, Schauspieler und Buch-Illustrator

### Diti
- Ditisheim, Maurice (1831–1899), Schweizer Uhrmacher und Unternehmer
- Ditisheim, Paul (1868–1945), Schweizer Uhr- und Chronometermacher

### Ditj
- Ditjatin, Alexander Nikolajewitsch (* 1957), sowjetischer Kunstturner

### Ditk
- Ditka, Mike (* 1939), US-amerikanischer American-Football-Spieler und -Trainer, ModeratorMike Ditka (* 1939)

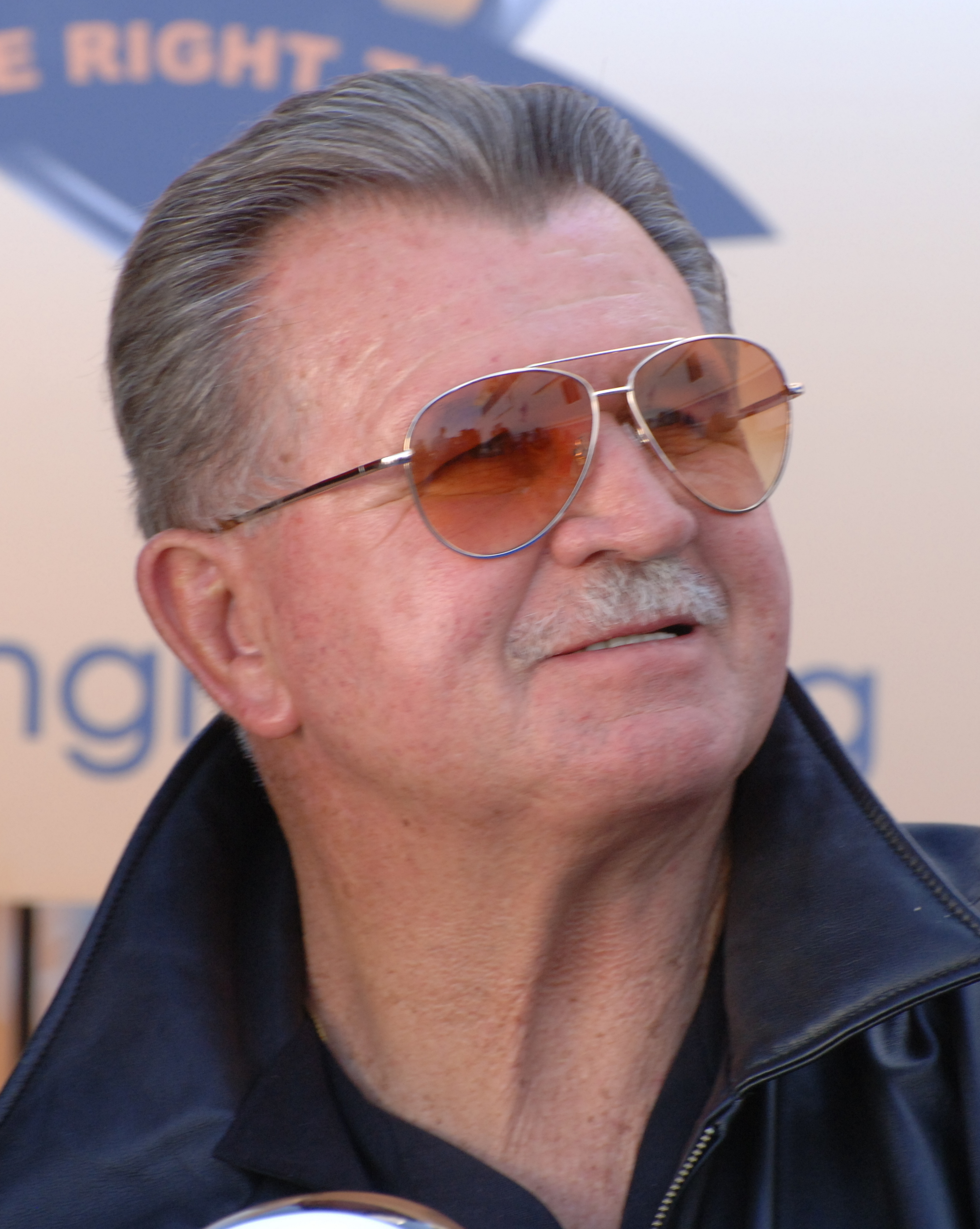
Mike Ditka (* 1939)

- Ditko, Steve (1927–2018), US-amerikanischer Comiczeichner
- Ditkowskite, Agnija Olegowna (* 1988), russische Schauspielerin

### Ditl
- Ditleff, Niels Christian (1881–1956), norwegischer Diplomat
- Ditlev, Magnus (* 1997), dänischer Triathlet
- Ditlev-Simonsen, John (1898–2001), norwegischer Segler
- Ditlev-Simonsen, Olaf (1897–1978), norwegischer Segler, Reeder und Sportfunktionär
- Ditlev-Simonsen, Per (* 1932), norwegischer Politiker
- Ditlevsen, Tove (1917–1976), dänische SchriftstellerinTove Ditlevsen (1917–1976)

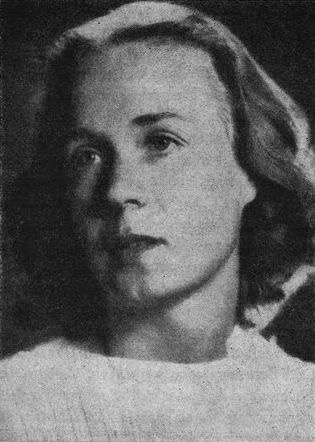
Tove Ditlevsen (1917–1976)

### Ditm
- Ditmar I. († 1001), Abt von Corvey
- Ditmar, Christoph Friedrich Conrad von (1843–1894), deutsch-baltischer Politiker
- Ditmar, Delfin van (* 2000), argentinischer Skirennläufer
- Ditmar, Ernst Martin (1713–1766), deutscher evangelisch-lutherischer Geistlicher und Dompropst
- Ditmar, Friedrich Ernst (1753–1819), deutscher Jurist im Dienst von Mecklenburg-Schwerin und Dichter
- Ditmar, Georg Wilhelm von (1789–1852), russischer Generalmajor und Landmarschall von Ösel
- Ditmar, Gottfried Rudolf von (1716–1795), deutscher Jurist und Politiker
- Ditmar, Hermann (1858–1934), deutscher Architekt und preußischer Baubeamter
- Ditmar, Karl von (1822–1892), deutschbaltischer Entdecker und Naturforscher
- Ditmar, Ludwig Peter Friedrich (1784–1872), deutscher Verwaltungsjurist und Mykologe
- Ditmar, Marina von (1914–2014), deutsch-baltische Schauspielerin
- Ditmar, Viktor Karl Maximilian von (1866–1935), deutsch-baltischer Jurist und Diplomat
- Ditmar, Woldemar Friedrich Karl von (1794–1826), deutsch-baltischer Freiherr und Jurist und Schriftsteller
- Ditmas, Bruce (* 1946), US-amerikanischer Jazzschlagzeuger
- Ditmas, Edith (1896–1986), britische Dokumentarin, Historikerin und Schriftstellerin
- Ditmersen, Nikolaus Heinrich (1658–1706), königlich dänischer Obrist und Chef des Oldenburger Reiterregiments

### Dito
- Ditonellapiaga (* 1997), italienische Popsängerin und Songwriterin

### Ditr
- Ditrich, Adam Iossifowitsch (1866–1933), russischer Architekt und Hochschullehrer
- Ditrich, Jewgeni Iwanowitsch (* 1973), russischer Politiker

### Dits
- Ditsch, Georg (1829–1918), französisch-deutscher Politiker
- Ditsch, Helmut (* 1962), österreichisch-argentinischer Maler
- Ditscheiner, Adolf (1846–1904), österreichischer Landschaftsmaler
- Ditscheiner, Leander (1839–1905), österreichischer Physiker
- Ditscher, Otto (1903–1987), deutscher Maler
- Ditshabue, Hubert († 2021), namibischer traditioneller Führer
- Ditshetelo, Laone (* 2001), botswanischer Sprinter
- Ditsoga, Boris (* 1985), gabunischer Fußballschiedsrichterassistent

### Ditt
- Ditt, Carl (1816–1888), deutscher Sänger (Bass, Bariton)
- Ditt, Egon (1931–2005), deutscher Schachspieler und -funktionär
- Ditt, Franz (1813–1854), deutscher Opernsänger (Tenor)
- Ditt, Karl (* 1950), deutscher Historiker
- Ditt, Martin (1810–1860), deutscher Theaterschauspieler

#### Ditta
- Ditta, Allah (1932–2020), pakistanischer Stabhochspringer
- Dittami, John (1949–2014), US-amerikanischer Verhaltensforscher in Österreich

#### Dittb
- Dittbender, Walter (1891–1939), deutscher KPD-Funktionär, Widerstandskämpfer gegen den Nationalsozialismus, Opfer des Stalinismus
- Dittberner, Hans-Jürgen (* 1945), deutscher Schauspieler und Synchronsprecher
- Dittberner, Hugo (* 1944), deutscher Schriftsteller
- Dittberner, Jürgen (* 1939), deutscher Wissenschaftler und Politiker (FDP), MdA
- Dittberner, Lutz (1899–1981), deutscher Maler
- Dittberner, Niklas (* 1976), deutscher Rechtsanwalt und Laiendarsteller
- Dittberner, Oliver (* 1968), deutscher Fußballspieler und -trainer
- Dittberner, Philipp (* 1990), deutscher Sänger und SongschreiberPhilipp Dittberner (* 1990)

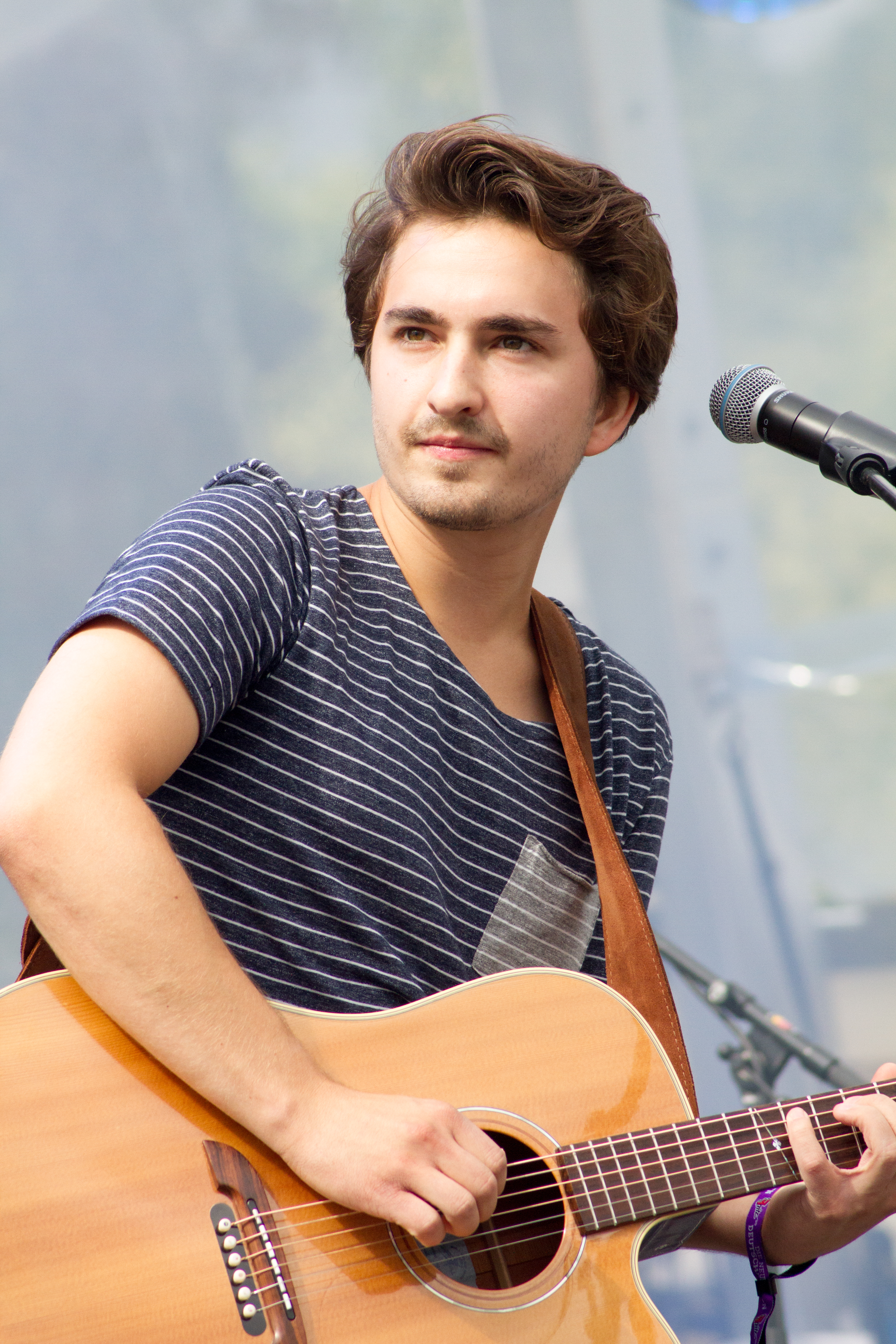
Philipp Dittberner (* 1990)

- Dittborn, Eugenio (* 1943), chilenischer Maler
- Dittbrenner, Claus (1952–2013), deutscher Politiker (SPD), MdBB

#### Ditte
- Ditte, Alfred (1843–1908), französischer Chemiker
- Dittel, Heinrich (* 1937), deutscher Fußballspieler
- Dittel, Kurt, deutscher Fußballspieler
- Dittel, Leopold von (1815–1898), österreichischer Urologe
- Dittel, Paul (1907–1982), deutscher SS-Obersturmbannführer und ab 1943 Chef des Amtes VII (SD-Ausland) des Reichssicherheitshauptamtes
- Dittel, Reinhard (* 1949), deutscher Fußballspieler
- Dittel, Reinhard (1956–2021), deutscher Physiotherapeut
- Dittelbach, Finn (* 1990), deutscher Volleyball- und Beachvolleyballspieler
- Dittelbach, Franz (1883–1941), österreichischer Politiker (SDAP)
- Dittelberger, Martin von (1871–1945), deutscher Generalmajor
- Dittenberger von Dittenberg, Hans Gustav (1794–1879), deutscher Maler, Graphiker, Illustrator und Fotograf
- Dittenberger, Heinrich (1875–1952), deutscher Jurist und Rechtsanwalt
- Dittenberger, Wilhelm (1840–1906), deutscher Klassischer Philologe und Epigraphiker
- Dittenberger, Wilhelm Theophor (1807–1872), deutscher evangelischer Theologe
- Ditteney, Bernhard (1933–2010), deutscher Jurist und Landrat
- Ditter, Christian (* 1977), deutscher Filmregisseur und Drehbuchautor
- Ditter, J. William (1888–1943), US-amerikanischer Politiker
- Ditterich, Johann (1898–1973), deutscher Politiker
- Ditters von Dittersdorf, Carl (1739–1799), österreichischer Komponist
- Dittersdorff, Bruno Ditter von (1908–1944), deutscher SS-Obersturmbannführer und Major der Schutzpolizei
- Dittert, Andreas (* 1967), österreichisches Handballspieler
- Dittert, Annette (* 1962), deutsche Journalistin, Auslandskorrespondentin und DokumentarfilmerinAnnette Dittert (* 1962)

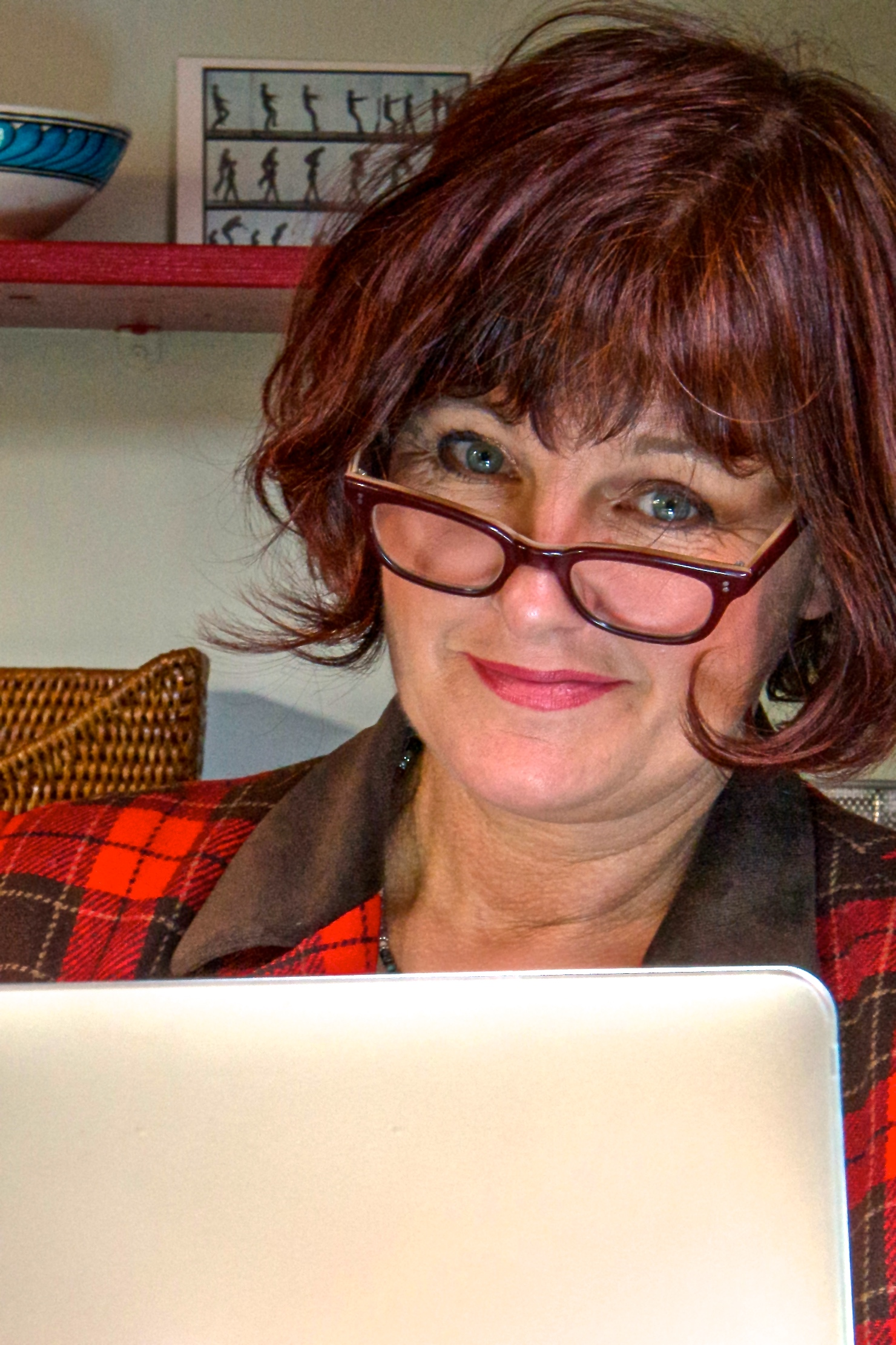
Annette Dittert (* 1962)

- Dittert, Bernd (* 1961), deutscher Bahnradfahrer, Bundestrainer Bahnradsport
- Dittert, Franz (1857–1937), Großdechant der Grafschaft Glatz und Generalvikar des Erzbistums Prag in Preußen
- Dittert, Karl (1915–2013), deutscher Produktdesigner
- Dittes, Friedrich (1829–1896), deutscher Pädagoge, Reformer des österreichischen Schulwesens
- Dittes, Friedrich (1883–1960), badischer Finanzbeamter und Mitglied in Gremien der Evangelischen Landeskirche in Baden
- Dittes, Karl (1917–2001), deutscher Fußballspieler und -trainer
- Dittes, Steffen (* 1973), deutscher Politiker (PDS, Die Linke), MdL

#### Dittf
- Dittfeld, Hans-Jürgen (* 1938), deutscher Science-Fiction-Autor und Physiker
- Dittforth, Julius (1890–1947), deutscher Gewerkschafter, Stadtrat (SPD) und Reichsbahn-Präsident

#### Dittg
- Dittgen, Herbert (1956–2007), deutscher Politikwissenschaftler
- Dittgen, Marco (* 1974), deutscher Fußballspieler
- Dittgen, Maximilian (* 1995), deutscher Fußballspieler
- Dittgen, Wilhelm (1912–1997), deutscher Heimatforscher

#### Dittl
- Dittlbacher, Fritz (* 1963), österreichischer JournalistFritz Dittlbacher (* 1963)

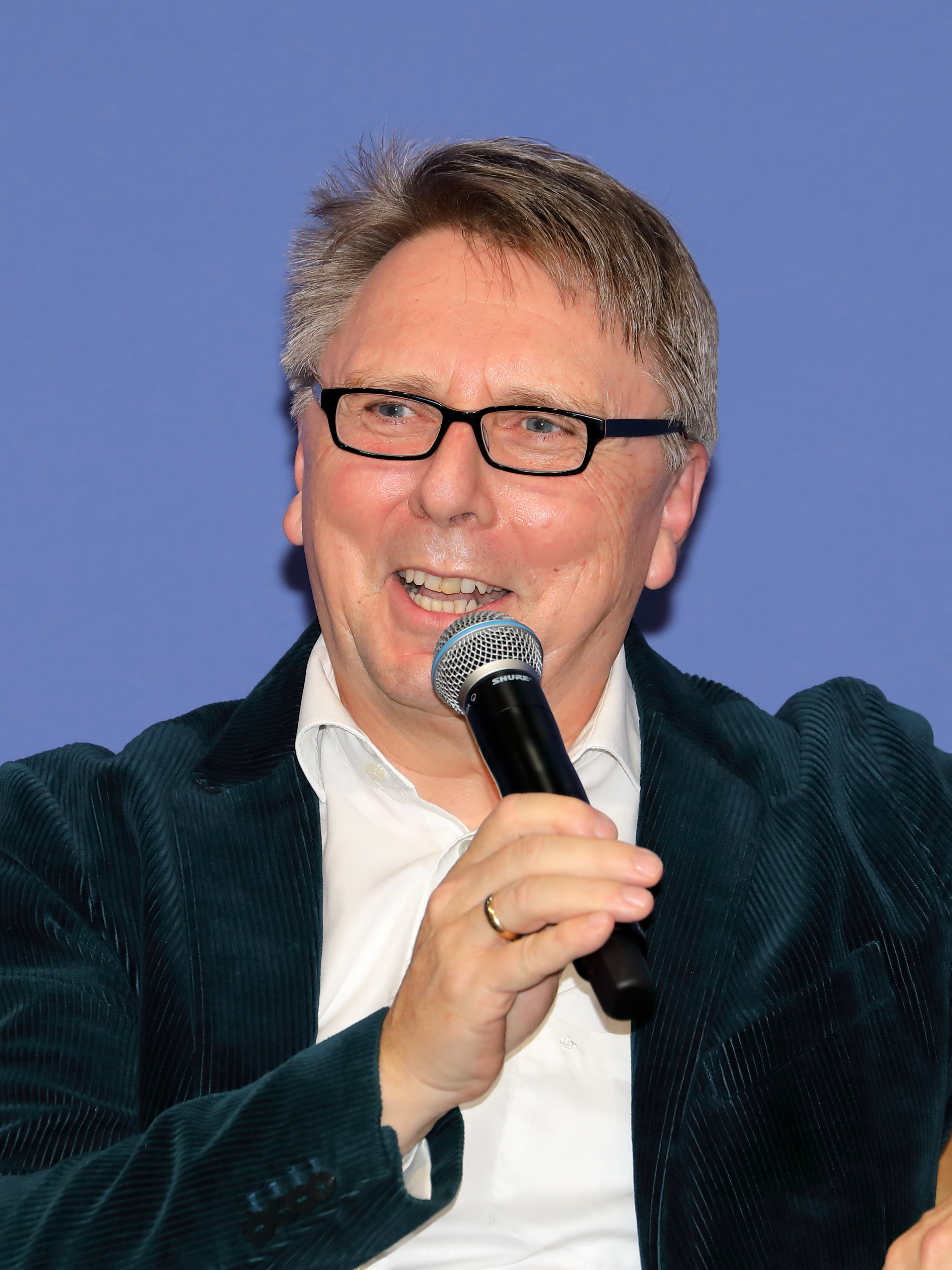
Fritz Dittlbacher (* 1963)

- Dittler, Eduard (* 1875), deutsch-russischer römisch-katholischer Geistlicher und Märtyrer
- Dittler, Emil (1868–1902), deutscher Bildhauer
- Dittler, Emil (1882–1945), österreichischer Mineraloge und Chemiker
- Dittler, Max (1881–1964), deutscher Verwaltungsbeamter und -richter
- Dittler, Rudolf (1881–1959), deutscher Physiologe und Hochschullehrer
- Dittler, Ullrich (* 1968), deutscher Pädagoge, Professor für Interaktive Medien
- Dittler, Wilhelm (* 1899), deutscher SA-Führer
- Dittli, Carlo (1938–2014), Schweizer Politiker (FDP)
- Dittli, Josef (* 1957), Schweizer Politiker (FDP) und Berufsoffizier, Landammann von Uri
- Dittli, Laura (* 1991), Schweizer Politikerin (Die Mitte)
- Dittli, Mark (* 1974), Schweizer Finanz- und Wirtschaftsjournalist
- Dittli, Valérie (* 1992), Schweizer Politikerin (Die Mitte)Valérie Dittli (* 1992)

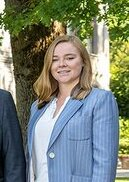
Valérie Dittli (* 1992)

- Dittlinger, Heinrich, Ratsherr und Chronist
- Dittlinger, Wilhelm Emanuel (1718–1799), Schweizer Hafner
- Dittlmann, Arthur (* 1958), deutscher Hörfunkmoderator, Featureautor und bairischer Mundartmusiker
- Dittlmann, Bettina (* 1964), deutsche Silber- und Metallschmiedin und Künstlerin
- Dittloff, Christian (* 1983), deutscher Schriftsteller
- Dittloff, Fritz (1894–1954), deutscher Politiker (BHE), MdL

#### Dittm
- Dittmaier, Heinrich (1907–1970), deutscher Namenforscher und Dialektologe
- Dittmann, Alfred (1906–1971), deutscher SS-Obersturmführer
- Dittmann, Andreas (* 1959), deutscher Geograf
- Dittmann, Andreas (* 1967), deutscher Politiker (SPD)
- Dittmann, Armin (* 1945), deutscher Jurist
- Dittmann, Axel (* 1966), deutscher Diplomat
- Dittmann, Berthold (* 1970), deutscher Kommunalpolitiker
- Dittmann, Christoph Hagen (* 1965), deutscher Schauspieler
- Dittmann, Dieter (* 1933), deutscher Fußballspieler
- Dittmann, Erich (1916–1999), deutscher Grafiker und Maler
- Dittmann, Ewald (1877–1945), evangelischer Theologe
- Dittmann, Fiona (* 1998), deutsche Volleyballspielerin
- Dittmann, Georg (1871–1956), deutscher Klassischer Philologe
- Dittmann, Gina (* 2002), deutsche Tennisspielerin
- Dittmann, Hans-Georg Gottfried (* 1979), deutsch-österreichischer Journalist
- Dittmann, Herbert (1904–1965), deutscher Botschafter
- Dittmann, Horst (1943–2021), deutscher Tänzer
- Dittmann, Jana (* 1970), deutsche Informatikerin und Hochschullehrerin
- Dittmann, Joanna (* 1992), polnische Ruderin
- Dittmann, Jürgen (* 1947), deutscher Germanist (Sprachwissenschaftler)
- Dittmann, Kai (* 1966), deutscher Sportreporter
- Dittmann, Karl Heinrich (* 1907), deutscher Prähistoriker und Ägyptologe
- Dittmann, Klaus (1939–2016), deutscher Schauspieler und Synchronsprecher
- Dittmann, Lorenz (1928–2018), deutscher Kunsthistoriker
- Dittmann, Otto (* 1856), deutscher Redakteur und Lexikograf
- Dittmann, Reinhard (* 1953), deutscher Vorderasiatischer Archäologe
- Dittmann, Sieghart (* 1934), deutscher Epidemiologe und Schachspieler
- Dittmann, Siegward (* 1954), deutscher Präsident einer deutschen freireligiösen Vereinigung
- Dittmann, Steffen (* 1967), deutscher Langstreckenläufer
- Dittmann, Thomas (1931–1998), deutscher Kirchenmusiker
- Dittmann, Titus (* 1948), deutscher Unternehmer, Mitbegründer der deutschen Skateboard-Szene und Gründer der Titus Dittmann GmbHTitus Dittmann (* 1948)

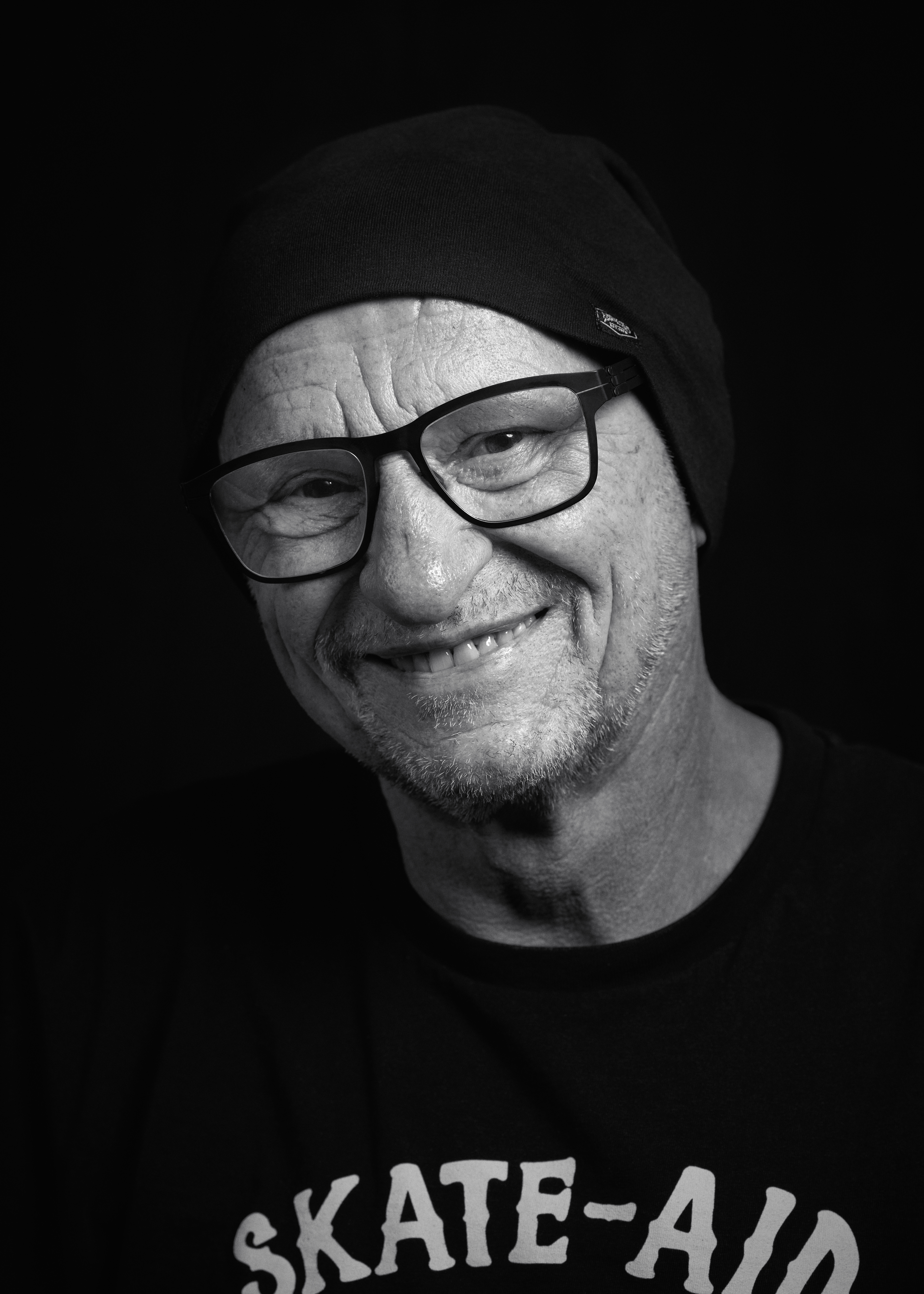
Titus Dittmann (* 1948)

- Dittmann, Ursula (1921–2014), deutsche Malerin, Grafikerin und Collagistin
- Dittmann, Uwe (1964–1985), deutscher DDR-Grenzsoldat, im Dienst erschossen
- Dittmann, Victor von (1842–1917), deutsch-russischer katholisch-apostolischer Hirte mit dem Apostel und Engel
- Dittmann, Volker (* 1951), deutscher forensischer Psychiater
- Dittmann, Walter (1899–1972), evangelischer Theologe
- Dittmann, Werner (1941–2002), deutscher Pädagoge und Hochschullehrer
- Dittmann, Wilhelm (1874–1954), deutscher Politiker (SPD), MdR
- Dittmann, Wilhelm (1915–1988), deutscher evangelischer Pfarrer, Superintendent im Berliner Kirchenkreis Neukölln und zuletzt Propst in der Evangelischen Kirche Berlin-Brandenburg
- Dittmann, Wolfgang (1933–2014), deutscher Germanist, Hochschullehrer und Schachkomponist
- Dittmar, Andy (* 1974), deutscher Kugelstoßer
- Dittmar, Anthony (* 1994), deutscher Rollstuhltennisspieler
- Dittmar, Chris (* 1964), australischer Squashspieler
- Dittmar, Edgar (1908–1994), deutscher Segelflieger
- Dittmar, Emil (1842–1906), hessischer Finanzminister
- Dittmar, Ewald (1832–1890), deutscher Ingenieur und VDI-Vorsitzender
- Dittmar, Friedrich Wilhelm (* 1935), deutscher Gynäkologe und Geburtshelfer
- Dittmar, Gottlob (1839–1891), deutscher Pädagoge und Fachbuchautor
- Dittmar, Gustav (1836–1919), deutscher Förster und Politiker
- Dittmar, Hans (1902–1967), finnischer Segler
- Dittmar, Heini (1911–1960), deutscher Segelflieger
- Dittmar, Heinrich (1792–1866), deutscher Pädagoge
- Dittmar, Heinrich (1934–2014), deutscher Historiker und Pädagoge
- Dittmar, Jens (* 1950), Liechtensteiner Autor und Herausgeber
- Dittmar, Johann Christian Wilhelm (1801–1877), deutscher Theologe und Politiker
- Dittmar, Johann Wilhelm von (1725–1792), preußischer Generalmajor, Direktor des III. Departements des Oberkriegskollegs, Chef des 1. Feldartillerieregiments
- Dittmar, Jula (1887–1976), Ärztin und Mitglied des Stadtrats in Bayreuth
- Dittmar, Karl (1874–1961), deutscher Architekt und Baurat
- Dittmar, Karl (* 1952), deutscher Politiker (CDU), MdL
- Dittmar, Kurt (1891–1959), deutscher Generalleutnant im Zweiten Weltkrieg, Rundfunkkommentator
- Dittmar, Louise (1807–1884), deutsche Frauenrechtlerin, Frühsozialistin, Publizistin und Philosophin zur Zeit des Vormärz
- Dittmar, Ludwig (1889–1962), deutscher Verwaltungsjurist, NSDAP-Funktionär
- Dittmar, Norbert (1943–2025), deutscher Sprachwissenschaftler
- Dittmar, Rupprecht (1914–1985), deutscher Sozialpolitiker
- Dittmar, Sabine (* 1964), deutsche Politikerin (SPD), MdL, MdBSabine Dittmar (* 1964)

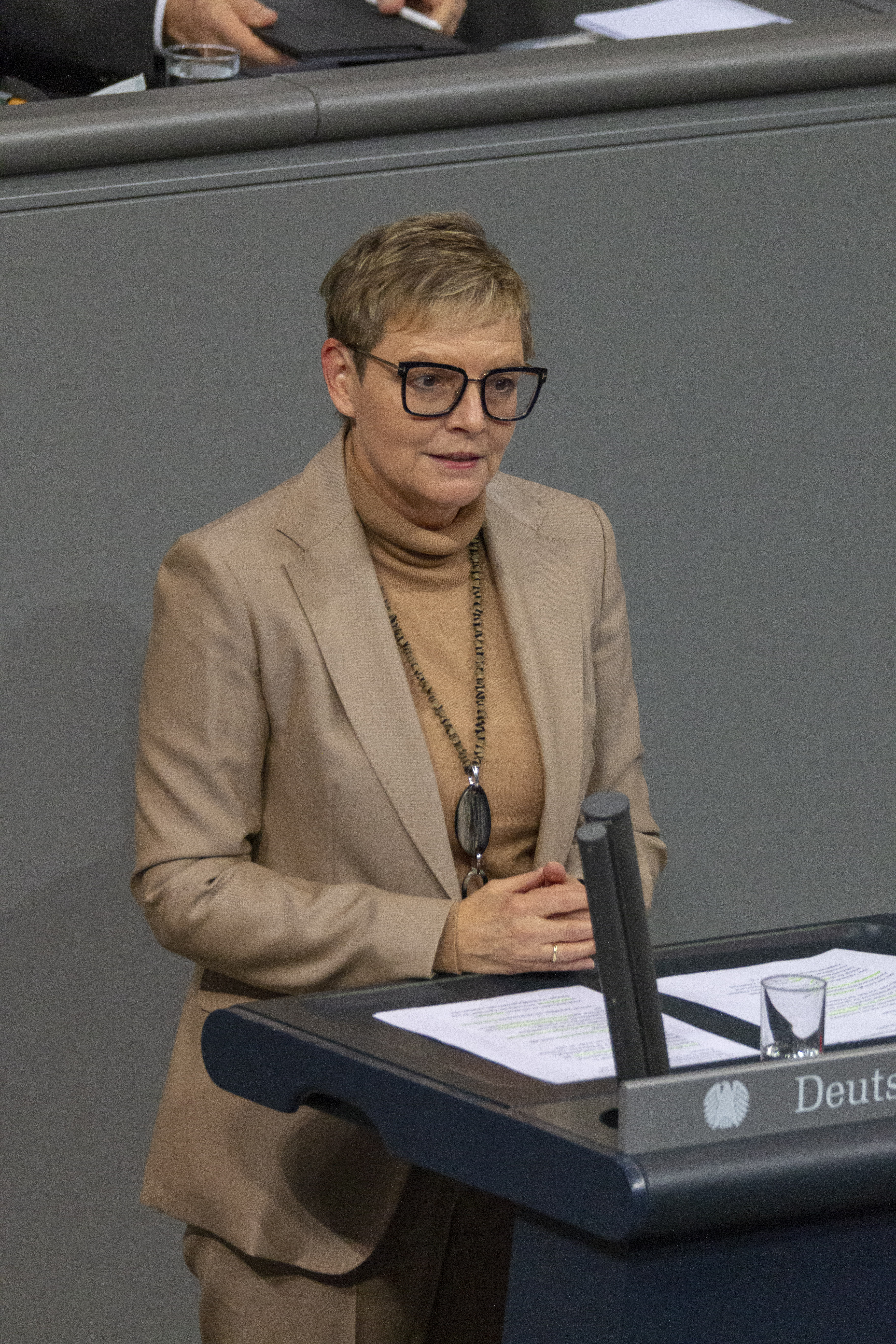
Sabine Dittmar (* 1964)

- Dittmar, Siegismund (1759–1834), deutscher Pädagoge, Meteorologe und Autor
- Dittmar, Walter (1902–1980), deutscher kommunistischer Widerstandskämpfer
- Dittmar, Wilhelm (1833–1892), deutsch-britischer Chemiker
- Dittmar, Willy (* 1910), deutscher Fußballspieler
- Dittmarsch, Alfred (1836–1926), deutscher Bergbauingenieur
- Dittmarsch, Carl (1790–1872), deutscher Theaterschauspieler und -regisseur
- Dittmeier, Josef (1919–1990), deutscher Politiker (SPD)
- Dittmer, Andreas (* 1972), deutscher Kanute
- Dittmer, Anja (* 1975), deutsche Triathletin
- Dittmer, Anne (1906–1964), deutsche Malerin
- Dittmer, Frank (* 1965), deutscher Kirchenmusiker, Organist und Hochschullehrer
- Dittmer, Fritz (1889–1970), deutscher Schriftsteller und Musiker
- Dittmer, Georg Friedrich von (1727–1811), deutscher Kaufmann und Bankier
- Dittmer, Georg Wilhelm (1795–1880), deutscher Verwaltungsjurist und Regionalhistoriker
- Dittmer, Gustav (1818–1903), preußischer Landrat des Kreises Duisburg, Direktionsmitglied mehrerer Eisenbahngesellschaften
- Dittmer, Hans (1893–1959), deutscher Theologe und Schriftsteller
- Dittmer, Hans Otfried (1952–2018), deutscher Schriftsteller und Verleger
- Dittmer, Heinrich (* 1778), deutscher praktischer und Militär-Wundarzt, Dichter und Herausgeber
- Dittmer, Hermann Carl (1793–1865), Senator der Freien und Hansestadt Lübeck
- Dittmer, Kai (* 1974), deutscher Fußballspieler
- Dittmer, Leo (1915–2000), deutscher Grafiker und Hochschullehrer
- Dittmer, Lothar (* 1963), deutscher Fußballspieler
- Dittmer, Matthias (* 1954), deutscher Schauspieler
- Dittmer, Richard (1840–1925), deutscher Marineoffizier und -schriftsteller
- Dittmer, Uwe (1934–2020), deutscher evangelischer Theologe und Autor
- Dittmers, Heinrich, deutsch-dänischer Maler und Kupferstecher
- Dittmeyer, Rolf H. (1921–2009), deutscher Unternehmer

#### Dittn
- Dittner, Alexander, deutscher Filmeditor
- Dittner, Hans (1926–2019), deutscher Leichtathlet
- Dittner, Sieghard (1924–2002), deutscher Maler und Grafiker

#### Ditto
- Ditto, Beth (* 1981), US-amerikanische RocksängerinBeth Ditto (* 1981)

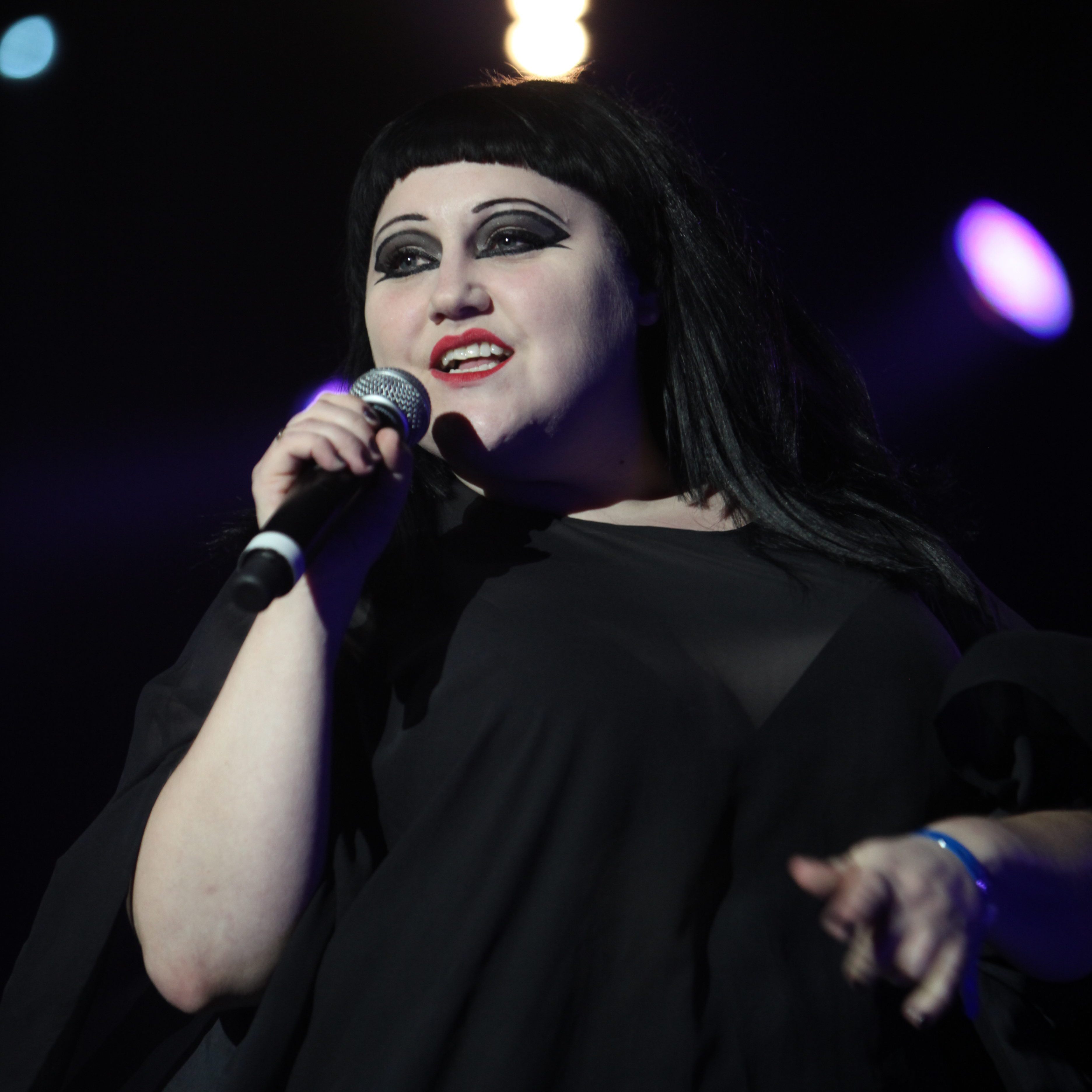
Beth Ditto (* 1981)

- Ditton, Ernst (1912–1977), deutscher Beamter
- Ditton, Hartmut (* 1956), deutscher Erziehungswissenschaftler
- Ditton, Humphry (1675–1715), englischer Theologe und Mathematiker

#### Dittr
- Dittrich van Weringh, Kathinka (* 1941), deutsche Kulturpolitikerin
- Dittrich, Alfred (* 1950), deutscher Richter am Europäischen Gericht erster Instanz
- Dittrich, August Heinrich (1797–1855), deutscher Missionar
- Dittrich, Betty (* 1984), schwedische Popsängerin und Songwriterin
- Dittrich, Bianca (* 1977), deutsche theoretische Physikerin
- Dittrich, Boris (* 1955), niederländischer Politiker (D66) und Jurist
- Dittrich, Christoph (* 1966), deutscher Musiker, Generalintendant der Städtischen Theater Chemnitz
- Dittrich, Claus (* 1939), deutscher Dachdeckermeister, Präsident der Handwerkskammer Dresden
- Dittrich, Danilo (* 1995), deutscher Fußballspieler
- Dittrich, Dirk (* 1986), deutscher Fußballspieler
- Dittrich, Edith (1923–2000), deutsche Kunsthistorikerin mit dem Spezialgebiet ostasiatische Kunst
- Dittrich, Elias (1609–1678), Görlitzer Bürgermeister
- Dittrich, Elisabeth (* 1945), österreichische Politikerin (SPÖ), Landtagsabgeordnete, Mitglied des Bundesrates
- Dittrich, Erich (1904–1972), deutscher Wirtschaftswissenschaftler und Raumplaner
- Dittrich, Ernst (1868–1948), österreichischer Architekt des Jugendstils
- Dittrich, Eva (1901–1998), deutsch-amerikanische Metallbildnerin
- Dittrich, Frank (* 1967), deutscher Eisschnellläufer
- Dittrich, Franz (1815–1859), deutscher Mediziner, Ehrenbürger von Erlangen
- Dittrich, Franz (1839–1915), deutscher römisch-katholischer Theologe, Kirchenhistoriker und Hochschullehrer
- Dittrich, Georg Paul Max (1864–1913), deutscher Chemiker und Hochschullehrer
- Dittrich, Gerhard G. (1919–1980), deutscher Architekt und Hochschullehrer
- Dittrich, Gustav, deutscher Politiker
- Dittrich, Heidrun (* 1958), deutsche Politikerin (Die Linke), MdB
- Dittrich, Heinrich (1902–1974), deutscher Landrat
- Dittrich, Helmut (1926–1987), deutscher Polizeibeamter und Politiker (SPD), MdBB
- Dittrich, Heribert (* 1948), deutscher Fußballspieler
- Dittrich, Hieronymus (1925–2013), deutscher katholischer Theologe
- Dittrich, Horst (1947–2024), gehörloser österreichischer Schauspieler und Übersetzer für Gebärdensprache
- Dittrich, Jan (* 1976), deutscher Politiker (FDP)
- Dittrich, Johann Georg (1783–1842), deutscher Pomologe und Koch
- Dittrich, Jörg (* 1969), deutscher Dachdeckermeister, Präsident der Handwerkskammer Dresden und des Sächsischen HandwerkstagsJörg Dittrich (* 1969)

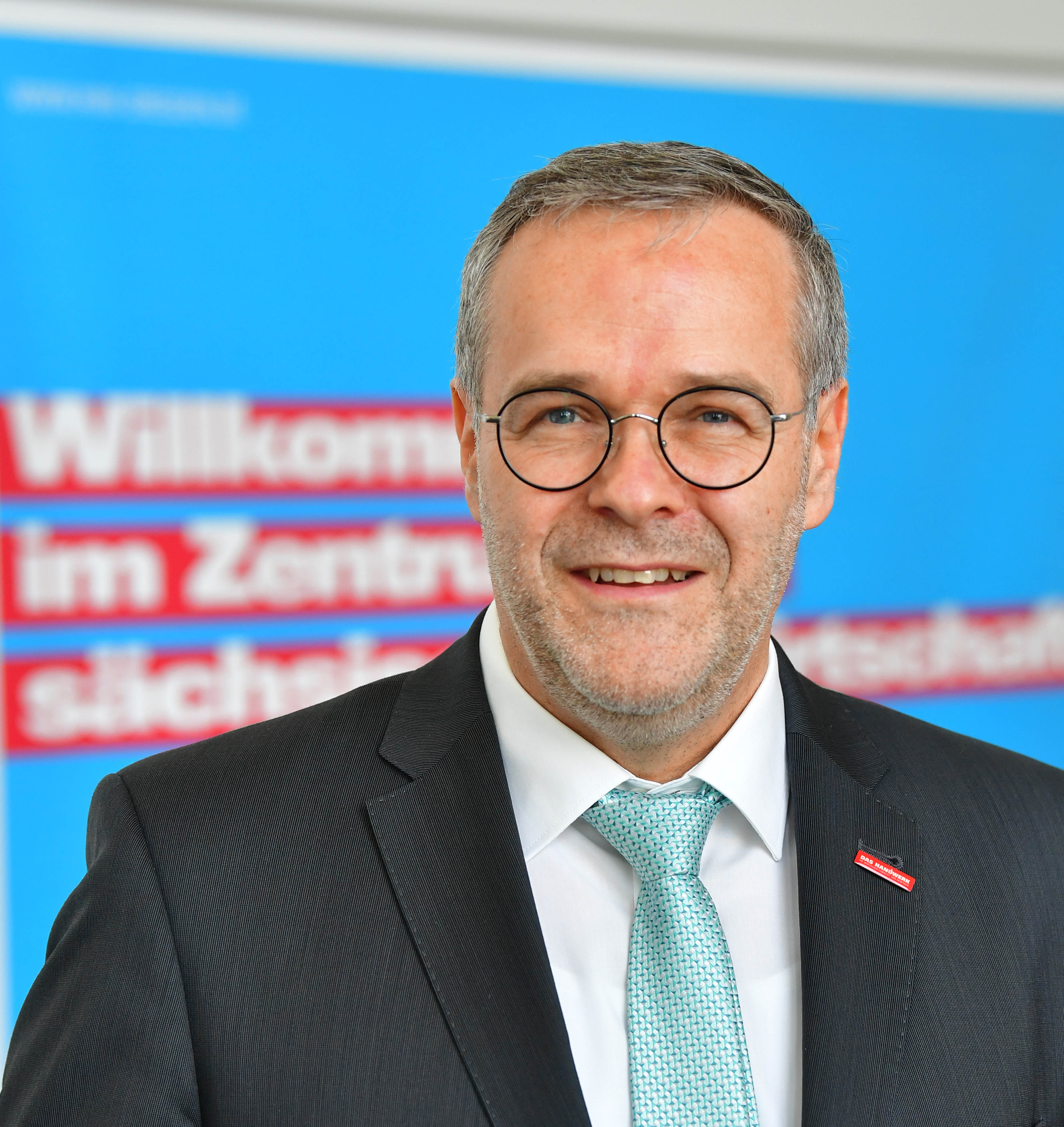
Jörg Dittrich (* 1969)

- Dittrich, Joseph (1794–1853), deutscher römisch-katholischer Geistlicher
- Dittrich, Karl (1928–1995), österreichischer Unternehmer und Politiker (ÖVP), Abgeordneter zum Nationalrat, Mitglied des Bundesrates
- Dittrich, Klaus (1950–2007), deutscher Informatiker
- Dittrich, Klaus (* 1955), bayerischer Senator
- Dittrich, Konrad (1937–2021), deutscher Journalist, Autor und Publizist
- Dittrich, Kurt (1928–2014), deutscher Journalist
- Dittrich, Lars (* 1974), deutscher Unternehmer und Filmproduzent
- Dittrich, Lothar (1932–2021), deutscher Zoologe, Zoodirektor und Autor
- Dittrich, Marie-Agnes (1954–2025), deutsch-österreichische Musikwissenschaftlerin
- Dittrich, Max (1889–1976), deutscher Widerstandskämpfer
- Dittrich, Michael, österreichischer Dirigent, Musikpädagoge und Geiger
- Dittrich, Michael (1957–2022), deutscher Sportjournalist, Filmemacher, Buchautor und Moderator
- Dittrich, Natalia (* 1973), russische Musikerin und Filmkomponistin
- Dittrich, Nina (* 1990), österreichische Schwimmerin
- Dittrich, Olli (* 1956), deutscher Schauspieler, Komiker, Komponist und MusikerOlli Dittrich (* 1956)

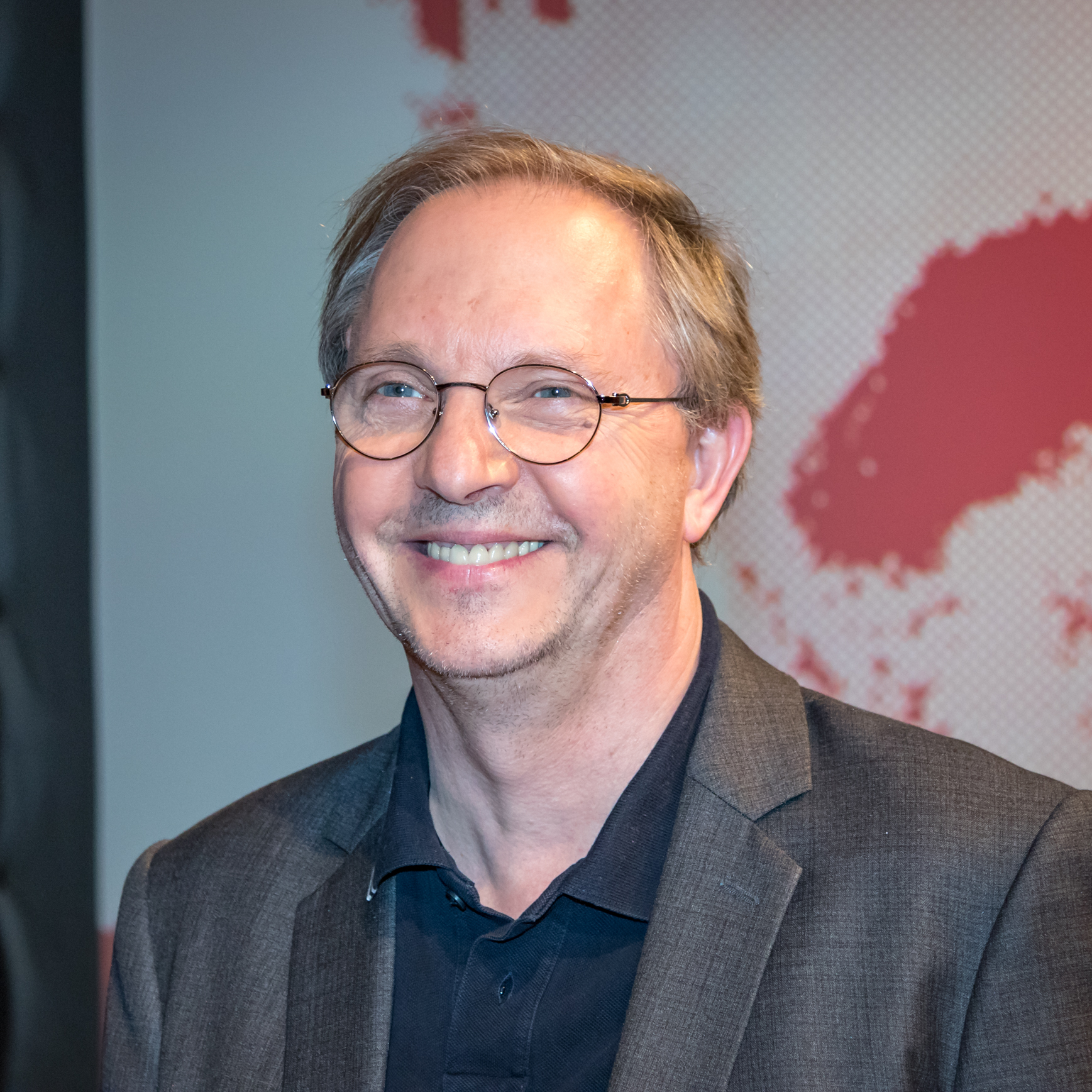
Olli Dittrich (* 1956)

- Dittrich, Ottmar (1865–1951), Sprachwissenschaftler und Philosoph
- Dittrich, Otto (1884–1927), rumäniendeutscher Geistlicher
- Dittrich, Paul (1859–1936), österreichisch-tschechischer Gerichtsmediziner und Hochschullehrer
- Dittrich, Paul-Georg (* 1983), deutscher Theaterregisseur
- Dittrich, Paul-Heinz (1930–2020), deutscher Komponist
- Dittrich, Peter (1931–2009), deutscher Karikaturist und Filmschaffender
- Dittrich, Petra S. (* 1974), deutsche Chemikerin
- Dittrich, Raik (* 1968), deutscher Biathlet
- Dittrich, Ralf (* 1949), deutscher SchauspielerRalf Dittrich (* 1949)

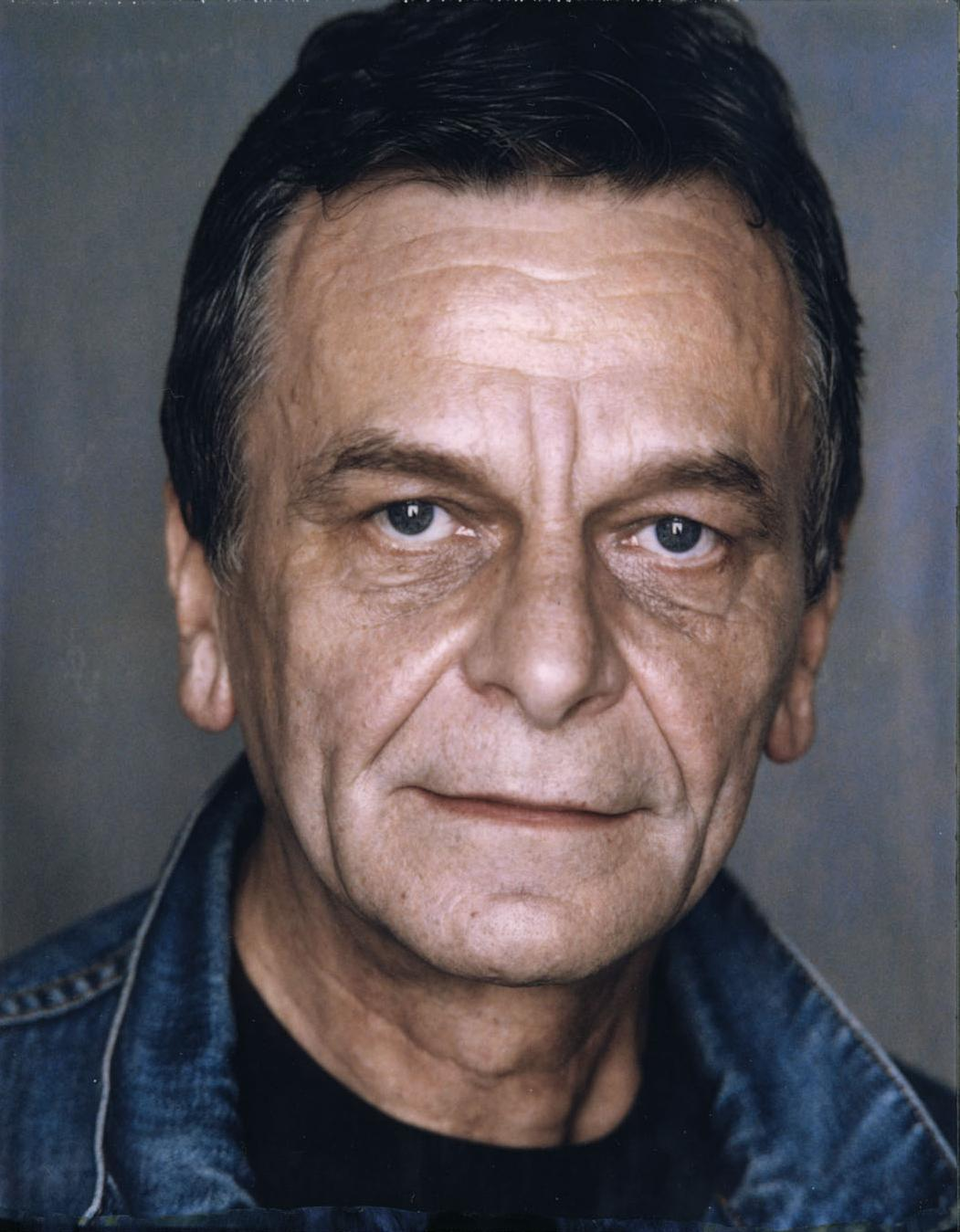
Ralf Dittrich (* 1949)

- Dittrich, Rudi (* 1936), deutscher Fußballspieler
- Dittrich, Rudolf (1855–1929), deutscher Verwaltungsjurist und Kommunalpolitiker
- Dittrich, Rudolf (1861–1919), österreichischer Musiker
- Dittrich, Rudolf (1903–1990), deutscher Kammersänger
- Dittrich, Sabine (* 1962), deutsche Autorin von Fach- und belletristischer Literatur
- Dittrich, Sigrid (* 1930), deutsche Journalistin und Autorin
- Dittrich, Simon (1940–2024), deutscher Maler und Graphiker
- Dittrich, Stefan (1912–1988), deutscher Politiker (CSU), MdB, MdEP
- Dittrich, Thomas (* 1954), deutscher Leichtathlet
- Dittrich, Thomas (* 1964), deutscher Badmintonspieler
- Dittrich, Thorsten (1967–2022), deutscher Maler und Restaurator
- Dittrich, Uwe (* 1952), deutscher Politiker (CDU), MdBB
- Dittrich, Vinzenz (1893–1965), österreichischer Fußballspieler und -trainer
- Dittrich, Volker (* 1951), deutscher Schriftsteller und Verleger
- Dittrich, Werner (1906–1977), deutscher Lehrer und Rassentheoretiker in der Zeit des Nationalsozialismus
- Dittrich, Werner (* 1937), deutscher Gewichtheber
- Dittrich, Wilhelm (1867–1953), deutscher Politiker (SPD)
- Dittrich, Wolfgang (* 1938), deutscher Bibliothekar und ehemaliger Direktor der Niedersächsische Landesbibliothek
- Dittrich, Wolfgang (* 1962), deutscher Triathlet

#### Ditts
- Dittschlag, Werner (* 1910), deutscher Schriftsteller

#### Dittu
- Dittus, Barbara (1939–2001), deutsche Schauspielerin und Synchronsprecherin
- Dittus, Uwe (* 1959), deutscher Fußballspieler
- Dittus, Wilhelm (1900–1980), deutscher Jurist und Ministerialbeamter

#### Dittw
- Dittwar, Jörg (* 1963), deutscher Fußballspieler und -trainer
- Dittweiler, Ludwig (1844–1891), deutscher Maler und Bühnenbildner

#### Ditty
- Ditty, Julie (1979–2021), US-amerikanische Tennisspielerin

### Ditz
- Ditz, Berthold (1909–1977), deutscher Politiker (GB/BHE), MdL
- Ditz, Cordula (* 1972), deutsche Künstlerin und Musikerin
- Ditz, Johannes (* 1951), österreichischer Politiker (ÖVP), Abgeordneter zum Nationalrat
- Ditz, Rüdiger (* 1964), deutscher Journalist
- Ditz, Walter (1888–1925), österreichischer Maler und Plakatkünstler
- Ditzel, Filip (* 1985), tschechischer Bahnradsportler
- Ditzel, Nanna (1923–2005), dänische Designerin
- Ditzen, Ada (1859–1939), deutsche Übersetzerin
- Ditzen, Anna (1901–1990), erste Ehefrau und Nachlasspflegerin Hans Falladas
- Ditzen, Josef (1862–1931), deutscher Zeitungsverleger
- Ditzen, Kurt (1891–1982), deutscher Jurist und Zeitungsverleger
- Ditzen, Wilhelm (1852–1937), deutscher Jurist
- Ditzen-Blanke, Joachim (1925–2019), deutscher Jurist und Zeitungsverleger
- Ditzfeld, Rainer (* 1961), deutscher Bürgermeister
- Ditzinger, Ludwig Carl (1670–1731), deutscher lutherischer Theologe
- Ditzinger, Werner (1928–2016), deutscher Schwimmer und Unternehmer
- Ditzner, Erwin (* 1960), deutscher SchlagzeugerErwin Ditzner (* 1960)

Erwin Ditzner (* 1960)